# Metrioptera kabyla
Metrioptera kabyla är en insektsart som först beskrevs av Pierre Adrien Prosper Finot 1893.  Metrioptera kabyla ingår i släktet Metrioptera och familjen vårtbitare. Inga underarter finns listade i Catalogue of Life.